# Élénie de Jamaïque
Myiopagis cotta
Espèce
Statut de conservation UICN

 LC  : Préoccupation mineure
L’Élénie de Jamaïque (Myiopagis cotta) est une espèce de passereau de la famille des Tyrannidae.

## Répartition
Cet oiseau est endémique à la Jamaïque.

## Habitat
Cet oiseau vit dans les forêts humides tropicales et subtropicales et les forêts primaires fortement dégradées.